# Cecil Healy
Cecil Patrick Healy (Sydney, 1881. november 28. – Somme, 1918. augusztus 29.) olimpiai bajnok ausztrál úszó.
Az első világháborúban a Somme-nál esett el egy német lövészárok elleni támadás során. Ő az egyetlen ausztrál olimpiai aranyérmes, aki csatatéren halt meg.